# Jason Wheeler
Jason Wheeler (né le 27 octobre 1990 à Torrance, Californie, États-Unis) est un ancien lanceur gaucher de la Ligue majeure de baseball.
Il est le frère du joueur de baseball Ryan Wheeler.

## Carrière
Joueur des Lions de l'université Loyola Marymount, Jason Wheeler est choisi par les Twins du Minnesota au 8e tour de sélection du repêchage de 2011.
Surtout lanceur partant dans les ligues mineures, Wheeler fait ses débuts dans le baseball majeur comme lanceur de relève avec les Twins le 30 mai 2017. Il joue deux matchs et lance trois manches pour les Twins.
Minnesota échange Wheeler aux Dodgers de Los Angeles le 3 juin 2017.